# Ceratina aereola
Ceratina aereola là một loài Hymenoptera trong họ Apidae. Loài này được Vachal mô tả khoa học năm 1903.